# 歐律狄刻 (腓力三世之妻)
歐律狄刻（希臘語：Eυρυδικη；？—前317年），是馬其頓帝國腓力三世的王后。她的父親是遜位的馬其頓國王阿敏塔斯四世，母親是腓力二世和奧妲塔的女兒庫娜涅。歐律狄刻她在亞歷山大大帝逝世後不久登上王后之位，她很有政治野心，並在第一次和第二次繼業者戰爭期間試圖利用腓力三世的名號來掌握政局。

## 早年
歐律狄刻早年時被稱為阿狄亞，史料沒有記載她何時改稱為歐律狄刻，因為父親很早就被處死，她由母親庫娜涅扶養長大。在成長期間，母親庫娜涅似乎教導歐律狄刻騎馬、狩獵、格鬥作戰，就如同當年她外婆奧妲塔教導庫娜涅這些技巧一樣.。
腓力三世是亞歷山大大帝同父異母的兄長，但他的智能有問題，因此一開始腓力二世並沒有把王位傳給較年長的他，而是傳給亞歷山大大帝。當亞歷山大遠征波斯時，亞歷山大也把這位兄長帶到東方來。前323年亞歷山大大帝逝世，他並沒有留下成人的子嗣，因此歐律狄刻的舅舅腓力三世被選定為新國王之一，隨著亞歷山大劇逝，他的將軍們各各心懷鬼胎，此時推舉無法親自擔當國事的腓力和未出世的亞歷山大四世為王，使當時的大權落在帝國攝政佩爾狄卡斯的手上。在得知腓力三世於巴比倫被舉為國王後，留在馬其頓本土的庫娜涅決定帶著歐律狄刻出發到巴比倫，準備要讓歐律狄刻嫁給腓力三世，使自己的女兒成為王后。當她們一行來到小亞細亞之時，帝國攝政佩爾狄卡斯的兄弟阿爾塞塔斯率軍截斷她們的去路，並處死了庫娜涅。然而，處死王室成員的這個舉動引起馬其頓士兵的強烈不滿，佩爾狄卡斯無可奈何只好讓腓力三世和歐律狄刻結婚以消士兵的怨氣。

## 成為王后
史料並沒有記載歐律狄刻在佩爾狄卡斯時期的舉動，可能佩爾狄卡斯也不給她掌權的機會。前321年，第一次繼業者戰爭因佩爾狄卡斯被刺殺而結束，歐律狄刻決定要趁著這個機會爭取權勢。她向新任帝國攝政培松和阿里達烏斯他們要求部份權力，並且她王后的身份試圖挑動王室軍隊中馬其頓士兵來支持她，企圖在這個紛亂的時刻贏得力量。在持續爭鬥以後，歐律狄刻成功擊敗新攝政，並在這短暫的時間內以腓力三世之名義發號施令，這使得她在前321年的特里帕拉迪蘇斯分封協議的開會過程中扮演重要的角色。
歐律狄刻的好運沒有持續多久。當時討伐佩爾狄卡斯的各勢力裡馬其頓重要的政治人物安提帕特和老將安提柯也參與其中，他們率領大軍取道小亞細亞來到了敘利亞，與其他馬其頓要角會師。極具地位的安提帕特在特里帕拉迪蘇斯會議中很有可能會被選為新任帝國攝政，這將會是歐律狄刻爭權的一大挫敗，因為在安提帕特之下她不會還有政治舞台。因此歐律狄刻決定要阻礙安提帕特，以免失去馬其頓王家軍隊的控制。她在軍隊的集會前公然演講，這明顯違反古希臘男性中心主義中女性不得公開演說的禁忌，更不用說她在演說中宣布她反對安提帕特，然而歐律狄刻的演說非常成功，她成功以軍餉挑動士兵們情緒，當時安提帕特帶著少數護衛去見這些激動的士兵們之時，他差點被害了性命。古代歷史學家認為歐律狄刻這篇演講稿是由她的秘書艾斯克里皮阿多拉斯（Asclepiodorus）撰稿。然而，歐律狄刻儘管成功鼓動下層馬其頓士兵的情緒，但她沒有贏得上層其他馬其頓重要軍官的支持，歐律狄刻最後計畫失敗，安提帕特在會議中被選為新任帝國攝政。
安提帕特上台後帶著王室成員返回馬其頓本土，這段時期歐律狄刻權力大減，一直到前319年安提帕特去世才出現轉機。安提帕特臨終前舉任波利伯孔為帝國攝政，但這引起安提帕特之子卡山德的不滿。隨著安提帕特去世，帝國東部的各總督也蠢蠢欲動，在安提柯的幫助下卡山德公開反抗波利伯孔的權位，爆發第二次繼業者戰爭。波利伯孔當時與亞歷山大大帝的母親奧林匹亞絲結盟，並親自率軍南下希臘來對抗卡山德。歐律狄刻不滿波利伯孔心傾奧林匹亞絲，她趁著波利伯孔不在馬其頓本土的時刻奪取力量，她還與卡山德同盟，並以腓力三世的名義封卡山德為合法的攝政。此時奧林匹亞絲待在自己的娘家伊庇魯斯摩羅西亞的宮廷內，並準備與摩羅西亞國王埃阿喀得斯率軍援助波利伯孔，她們開始往馬其頓進軍。歐律狄刻得知伊庇魯斯軍隊的舉動，儘管她的根基尚未穩固，不得不組建一支軍隊，並親自帶著腓力三世率軍抵禦敵人。儘管伊庇魯斯軍隊中還有另一位年幼的馬其頓國王亞歷山大四世和他的母親羅克珊娜，但最影響戰局的人物還是奧林匹亞絲，因為歐律狄刻的馬其頓軍隊中的士兵根本不想與亞歷山大的母親為敵，他們群起投靠奧林匹亞絲，最後歐律狄刻戰敗逃往安菲波利斯，但這座城市終被攻陷，歐律狄刻和腓力三世都成為奧林匹亞絲的俘虜。

## 戰俘和死亡
歐律狄刻和她丈夫腓力三世一起被關在一間狹小的地牢，每天的食物也相當稀少。但很快地，一些馬其頓人開始同情他們的遭遇，這引起奧林匹亞絲的警覺，決定要剷除歐律狄刻和腓力三世。奧林匹亞絲命人送給年輕的王后歐律狄刻一把劍、一副繩索和一杯毒藥，要她自己選擇合適的死法。歐律狄刻此時的鬥志仍尚未被擊敗，她仍然痛恨奧林匹亞絲，並詛咒她將來很快就會收到跟自己一樣的禮物。接著，歐律狄刻做好對丈夫最後的職責後，她上吊自殺，結束性命，期間她一點也沒有哭泣或向人求饒。腓力三世隨後也被處死。當卡山德反攻回馬其頓，他為歐律狄刻和腓力三世復仇，處死了奧林匹亞絲，並把歐律狄刻和腓力三世一同埋葬於在馬其頓舊都埃格的皇家墓園中。

## 腳註
1. 1 2  弗提, Bibliotheca, cod. 92
2. ↑   波利艾努斯, Stratagemata, viii. 60; 阿特納奧斯, 智者之宴, xiii. 10
3. ↑   弗提, ibid.; 西西里的狄奧多羅斯, Bibliotheca, xviii. 39
4. ↑   西西里的狄奧多羅斯, xix. 11; 查士丁, Epitome of Pompeius Trogus, xiv. 5; 克勞狄俄斯·埃利亞努斯, Varia Historia, xiii. 36
5. ↑   西西里的狄奧多羅斯, xix. 52; 阿特納奧斯, iv. 41

## 來源
- 威廉·史密斯，《希腊羅馬的神話和傳記辭典》, "Eurydice (3)" （页面存档备份，存于）, Boston, (1867)